# 神戸洋行
神戸 洋行（かんべ ひろゆき、1967年7月22日 - ）は、日本のアニメーター、アニメ演出家、アニメ監督。動画工房出身。

## 概要
1988年にアニメーターとしてデビューする。下請け時代の動画工房で動画や原画などを務めた後、フリーとなる。2009年『VIPER'S CREED』で初監督を務めた。
比較的リアル系の作品を制作していた経歴があり、『俺の妹がこんなに可愛いわけがない』の監督に抜擢された時は、ギャグテイストの強い作品の印象を受け、自分では無理なのではないかと思ったという。しかし、実際に原作を読んで日常芝居が中心だと感じ、できると確証を得た。「日常芝居を描くことはかなりカロリーを使う仕事」だと語り、『俺の妹がこんなに可愛いわけがない』ではアニメ的ではない自然な動きや表情を描くことを意識しているという。

## 人物
好きな物にねこ、うさぎ、くじらを挙げており、うさぎの飼育経験がある。因果関係は不明だが、『俺の妹』の宅配便のマスコットはうさぎとなっている。

## 作品

### テレビアニメ
1989年
- ドラゴンボール（動画）
- ドラゴンボールZ（-1996年、動画）

1990年
- 私のあしながおじさん（原画）
- ふしぎの海のナディア（-1991年、原画）

1992年
- カリメロ（第2作、原画）
- 幽☆遊☆白書（-1995年、原画）

1993年
- 機動戦士Vガンダム（-1994年、原画）

1994年
- マクロス7（-1995年、原画）

1995年
- 新世紀エヴァンゲリオン (-1996年、原画）
- NINKU -忍空-（-1996年、絵コンテ、作画監督）

1996年
- みどりのマキバオー（-1997年、作画監督）
- るろうに剣心 -明治剣客浪漫譚-（-1998年、原画）
- 魔法少女プリティサミー（-1997年、作画監督）

1997年
- 烈火の炎（-1998年、作画監督・原画）
- VIRUS -VIRUS BUSTER SERGE-（作画監督）
- 少女革命ウテナ（原画）

2002年
- 最終兵器彼女（絵コンテ・演出・原画）
- 超重神グラヴィオン（演出・作画監督・原画）

2003年
- クロノクルセイド（副監督・モンスターデザイン）
- WOLF'S RAIN（演出・原画）

2005年
- バジリスク 〜甲賀忍法帖〜（演出・作画監督）

2007年
- キスダム -ENGAGE planet-（副監督・サブキャラクターデザイン・ハーディアンリファイン・演出・作画監督・原画）

2008年
- ロザリオとバンパイア（原画）
- ストライクウィッチーズ（オープニング演出）

2009年
- ささめきこと（演出・原画）
- VIPER'S CREED（監督・キャラクターデザイン）

2010年
- 戦国BASARA弐（原画）
- ストライクウィッチーズ2（オープニング演出）
- 俺の妹がこんなに可愛いわけがない（-2011年、監督）

2013年
- DEVIL SURVIVOR2 the ANIMATION（悪魔デザイン）
- 俺の妹がこんなに可愛いわけがない。（監督）
- 宇宙戦艦ヤマト2199（絵コンテ）

2014年
- いなり、こんこん、恋いろは。（絵コンテ・原画）
- 銀の匙 Silver Spoon（絵コンテ・演出）
- デート・ア・ライブII（メカ総作画監督・原画）
- 俺、ツインテールになります。（監督・絵コンテ・原画）

2015年
- アルドノア・ゼロ（作画監督）
- 櫻子さんの足下には死体が埋まっている（作画監督）

2016年
- アクティヴレイド -機動強襲室第八係-（メインアニメーター・メカ作画監督・DN作画）
- バッテリー （演出）
- モンスターハンター ストーリーズ RIDE ON（OP演出）
- ブレイブウィッチーズ（作画監督）
- 競女!!!!!!!!（作画監督）

2017年
- Re:CREATORS（作画監督）

2018年
- グランクレスト戦記（絵コンテ）

2019年
- 荒野のコトブキ飛行隊（副監督・作画演出・OPED絵コンテ/演出）

2020年
- プランダラ（監督・演出・総作画監督）

2021年
- 擾乱 THE PRINCESS OF SNOW AND BLOOD（作画監督）

2022年
- デート・ア・ライブIV（絵コンテ）

2023年
- 経験済みなキミと、経験ゼロなオレが、お付き合いする話。（絵コンテ）

時期未定
- 勇者パーティを追い出された器用貧乏（監督）

### 劇場アニメ
- 魔女の宅急便（1989年、動画）
- 走れメロス（1992年、原画）
- 幽☆遊☆白書 冥界死闘篇 炎の絆（1994年、原画）
- 少女革命ウテナ アドゥレセンス黙示録（1999年、原画）
- デジモンアドベンチャー02 前編・デジモンハリケーン上陸!!／後編・超絶進化!!黄金のデジメンタル（2000年、作画監督補佐）
- ブレイブ ストーリー（2006年、キャラクター設定・作画監督）
- ストライクウィッチーズ 劇場版（2012年、絵コンテ・演出）
- 心が叫びたがってるんだ。（2015年、演出・原画）

### Webアニメ
- クレヨンしんちゃん外伝 おもちゃウォーズ（2016年、演出）※花上将吾名義

### ゲーム
- 逮捕しちゃうぞ（2001年、絵コンテ）
- リリーのアトリエ 〜ザールブルグの錬金術士3〜（2001年、レイアウト）
- 朱-Aka-（2003年、OP監督・絵コンテ・演出・原画）